# Armin Veh
Armin Veh (ur. 1 lutego 1961 w Augsburgu) – niemiecki trener piłkarski i piłkarz.

## Kariera piłkarska
Swoje pierwsze piłkarskie kroki stawiał w klubie z rodzinnego miasta – FC Augsburg. Po sezonie gry w 2. Bundeslidze, zauważony został przez szefów Borussii Mönchengladbach. Już w pierwszym roku gry w Nadrenii Północnej-Westfalii Veh zajął drugie miejsce w Pucharze UEFA. Piłkarz nie rozegrał jednak ani jednego spotkania w klubie. Regularne występy zaczął dopiero w sezonie 1980-81, kiedy to wystąpił 17-krotnie. Pomocnik w Mönchengladbach grał jeszcze przez 3 lata, zaliczając w tym czasie 48 występy (z roczną przerwą na reprezentowanie barw szwajcarskiego FC St. Gallen). W sezonie 1984-85 Veh doznał poważnej kontuzji nogi, kończąc grę na najwyższym poziomie ligowym. Później piłkarz występował jeszcze w Augsburgu i SpVgg Bayreuth, nękany jednak kontuzjami postanowił zakończyć piłkarską karierę.

## Kariera trenerska
Na znalezienie pracy nie musiał czekać długo. Już kilka miesięcy po zakończeniu kariery piłkarskiej został mianowany szkoleniowcem klubu z Augsburga. Trenował go przez 5 lat, awansując w 1994 do Regionalligi. Rok później jednak zrezygnował z pracy w drużynie i przez rok pozostawał bez klubu. Następnym klubem w karierze szkoleniowca był SpVgg Greuther Fürth. Nie radził sobie tutaj jednak dobrze, spadając z drużyną do 2. Bundesligi. Efektem tego było zwolnienie z pracy na początku sezonu 1997-98. Przez następne cztery lata Veh pracował w SSV Reutlingen 05, doprowadzając klub z Badenii-Wirtembergii do 2. Bundesligi. 3 stycznia 2002 szkoleniowiec przejął Hansę Rostock. Klub nie radził sobie dobrze w Bundeslidze, zajmując kolejno 14., 13. i 9. miejsce w rozgrywkach. Na początku sezonu 2003-04 Veh ponownie wrócił do Augsburga, przejmując klub po wyrzuconym Kurcie Kowarcie. Pracował tu przez niecały rok, do października 2004. Następnie, przez prawie półtora roku szkoleniowiec pozostawał bez zatrudnienia. 11 lutego 2006 po Veha zgłosił się VfB Stuttgart. Niemiec zastąpił zwolnionego Giovanniego Trapattoniego. W pierwszym sezonie pracy w Stuttgarcie klub nie odniósł jednak żadnych sukcesów, zajmując dopiero 9. miejsce. Pomimo to, działacze VfB postanowili przedłużyć kontrakt z Vehem. Przed sezonem 2006-07 trener sięgnął po kilku nowych graczy – dwóch Meksykanów – Ricardo Osorio i Pávla Pardo, Szweda Alexandra Farneruda, Brazylijczyka Antônio da Silva, a także młodego Niemca Roberto Hilberta. Pierwszy mecz wypadł jednak fatalnie, VfB przegrał bowiem z 1. FC Nürnberg 0:3. W drugiej kolejce klub dość szczęśliwie wygrał z Arminią Bielefeld 3:2, po dwóch bramkach Cacau. Później przyszła kolejna porażka – 1:3 z Borussią Dortmund i zwycięstwo... 3:2 z Werderem Brema, po bramkach Hilberta (który wcześniej zdobył gola samobójczego), Pardo i Gomeza. W następnych 30 kolejkach VfB przegrywał tylko 4 razy, zdobywając tym samym tytuł mistrza Niemiec. Veh miał szansę zdobyć podwójną koronę. W finale Pucharu Niemiec przegrał jednak z 1. FC Nürnberg 2:3.
W styczniu 2007 działacze VfB przedłużyli kontrakt z Vehem do czerwca 2008.
W maju 2009 roku, Armin Veh podpisał dwuletni kontrakt z klubem VfL Wolfsburg.
W marcu 2011 roku, Armin Veh został zwolniony ze skutkiem natychmiastowym z klubu Hamburger SV. Tak zdecydowała w sobotę wieczorem rada klubu, bezpośrednio po porażce w Monachium z Bayernem.
W maju 2011 roku, Veh został trenerem piłkarzy Eintrachtu Frankfurt. Na tym stanowisku zastąpił Christopha Dauma, który nie zdołał uratować klubu przed spadkiem do niemieckiej drugiej ligi.